# 余有丁
余有丁（1527年—1584年）， 字丙仲，号同麓、又号桐麓，浙江鄞县（今浙江宁波）人，明朝政治人物，嘉靖壬戌進士，累官建极殿大学士。

## 生平
余有丁生于嘉靖丁亥年，故得名。年少时有勤学苦读之名。三十五歲舉嘉靖四十年（1561年）浙江乡试第五十四名，第二年聯捷壬戌科會試第六名，一甲第三名进士（探花）。授翰林院编修。隆庆初年，充实录篡修官。万历元年（1573年）以右庶子领南京翰林院。万历二年，任南京国子监祭酒，颇有建树。
时太学生多喜欢结伴闲游，怠惰于学。余有丁任国子监祭酒后，觉得国子监学风不振，便严加禁止此类活动，并下令诸生相互监督检举，如果有违规不报者，则一同连坐受惩，学风为之好转。
余有丁曾亲自校订《廿一史》，重新刊刻，此举流惠于后世学人。
万历四年（1576年）复移疾归。萬曆六年（1578年），起復少詹事兼侍读学士，领词林，未至，升太常卿管國子監祭酒事。萬曆七年（1579年）升礼部右侍郎兼侍读学士，仍充经筵讲官。八年改左侍郎，掌詹事府事。不久改任吏部左侍郎；明年解部事，仍掌詹事府，充会典副总裁。十年六月进礼部尚书兼文渊阁大学士，参与朝廷机务。其入阁是前代首辅张居正逝世前所推荐。
余有丁博学多才，善谋略，处事果断中肯。万历年间，杭州发生兵变，余有丁曾策划镇压。
九月皇子生，加太子太保、礼部尚书、武英殿大学士，十一年主持礼部会试，加少保，改户部尚書，十二年以滇南大捷，加少傅兼太子太傅，进建极殿大学士，不久逝世，赠太保，谥文敏。

## 家族
南宋名臣余天锡八世孙。曾祖余鏜，壽官；祖父余㦢，壽官；父余永麟，號汇塘，苏州府通判。母王氏。永感下。兄余有壬。

## 評價
《明神宗實錄卷之一百五十五》「與申王並相，和衷共濟，宴如也。國朝二百年來一甲一時入相者惟壬戌一科而已。(余有丁)生平性闊，大喜賓客，不設城府，其在黃扉如救張居正，無逆狀陸光祖，為正人二事尤表表者。」

## 遗迹
余有丁之墓在今宁波东钱湖畔隐学山，残碑及石刻尚存。

## 著作
- 《余文敏公集》十五卷

## 延伸閱讀
[在维基数据编辑]
 《國朝獻徵錄·卷之十七》，出自焦竑《國朝獻徵錄》
 《四明人鑑·明大學士文敏余公有丁》，出自《四明人鑑》

## 外部連結
- 甬上人物——余有丁[] 寧波檔案網